# Live at Rolling Stone
Live at Rolling Stone è un album live del gruppo italiano ska core e punk rock Shandon, pubblicato nel 2004 come CD bonus nel cofanetto DVD Best Wishes! Being Shandon for ten years.

## Tracce
1. F.D.P. – 4:38
2. Wrong Way – 3:07
3. A Knightly Forest – 2:23
4. Deep – 2:56
5. Time – 2:43
6. Bad Smell – 2:23
7. Sangue – 2:51
8. Viola – 3:40
9. Noir – 3:46
10. Stubnitz – 3:36
11. My Friends – 2:42
12. Heaven in Hell – 4:53
13. Revenge – 3:56
14. Like I Want – 2:41
15. Liquido – 2:53
16. It Was A Promise – 2:22
17. Drunk – 2:48
18. Washin' Machine – 3:14
19. Startin' Line – 2:34
20. Janet – 3:40
21. P.N.X. – 7:00